# Römerhaus Walheim
Das Römerhaus Walheim ist ein Zweigmuseum des Archäologischen Landesmuseums Baden-Württemberg und wird von der Gemeinde Walheim gemeinsam mit dem Förderverein Römerhaus Walheim e. V. betrieben.

## Geografische Lage
Das Römerhaus Walheim liegt in Walheim im Landkreis Ludwigsburg in Baden-Württemberg. Es wurde über den gut erhaltenen Fundamenten eines römischen Streifenhauses errichtet.

## Geschichte
Während einer von 1980 bis 1988 dauernden Rettungsgrabung, veranlasst durch den Bau einer Ortsumgehung um Walheim, wurden zahlreich Reste römischer Gebäude entdeckt, darunter 1986 auch das vollständig aus Stein erbaute Streifenhaus, das über einen Keller und einen mit Fußbodenheizung ausgestatteten Wohnraum verfügte. Noch im gleichen Jahr gründete sich der Förderverein. Um diesen Fund zu erhalten und der Öffentlichkeit zugänglich zu machen, wurde über der Fundstelle ein Schutzbau errichtet und 1991 als Museum Römerhaus Walheim eröffnet. Seit 1994 ist es ein Zweigmuseum des Archäologischen Landesmuseums Baden-Württemberg. Bis 2022 wurden dann dort auch 14 Sonderausstellungen gezeigt. 2018 eröffnete eine inhaltlich vollständig überarbeitete Dauerausstellung.

## Ausstellung

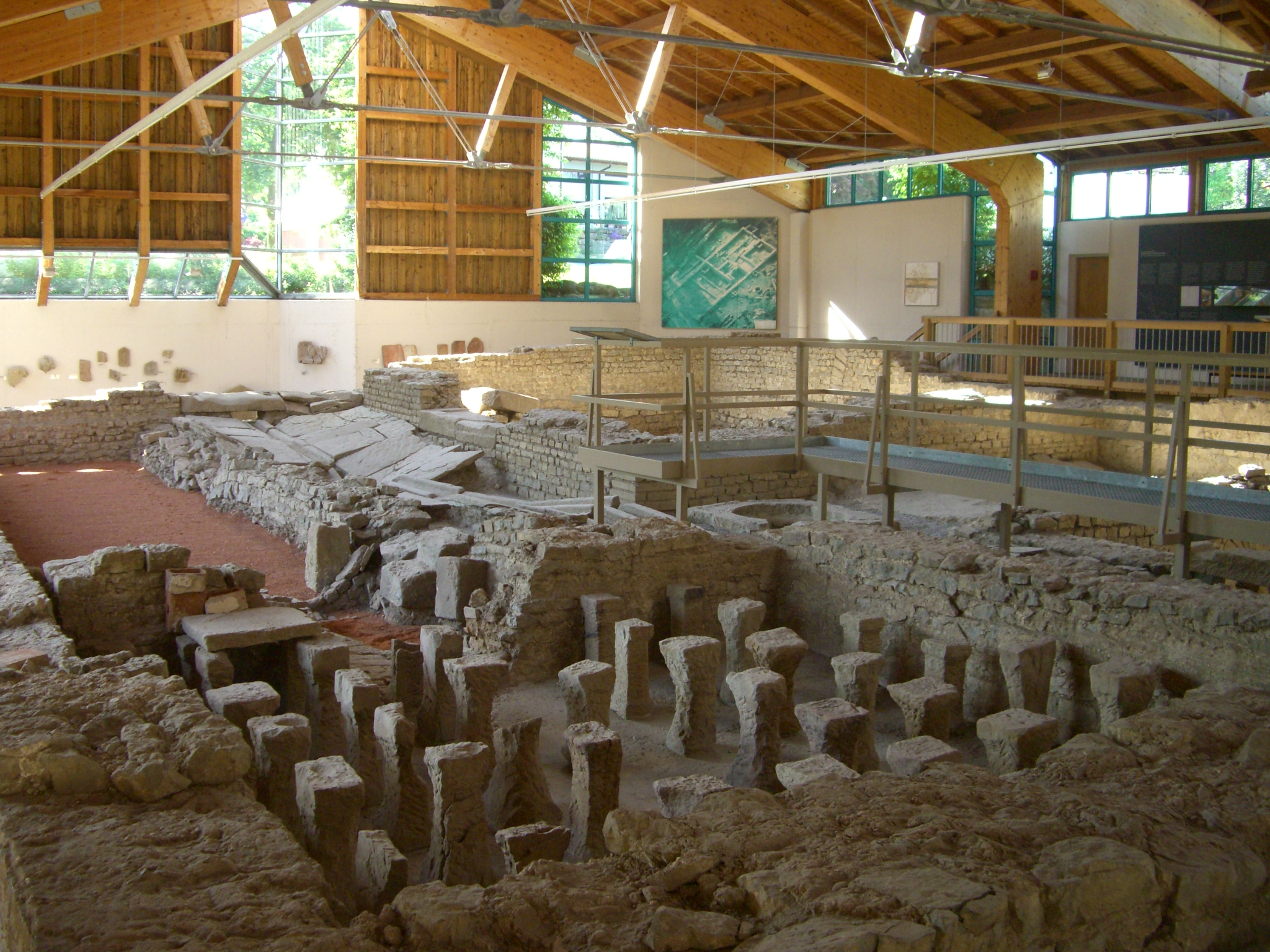
Hinterer Teil des römischen Hauses mit Hypokaustenheizung

Das Museum beherbergt das in seinen Grundmauern vollständig erhaltene römische Streifenhaus, das als das am besten erhaltene Gebäude dieses Typs nördlich der Alpen gilt. Im Museum und dem kleinen Außengelände sind neben den Fundamenten zahlreiche weitere Funde ausgestellt.
Das Gebäude misst 48 × 14 m und war vermutlich zweistöckig. Das Gebäude besteht aus einer großen Halle, die zur Hauptstraße ausgerichtet war, über drei große Tore betreten werden konnte und vermutlich als Verkaufsraum oder Werkstatt diente. Im hinteren Teil des Hauses befanden sich Wohnräume, eine Küche, ein Stall und der besonders gut erhaltene Keller, in dem vermutlich verderbliche Ware lagerte. Der Keller konnte über eine Holztreppe von der großen Halle erreicht werden. Ihm schloss sich ein kleiner Nebenraum an. In ihm wurde auch ein vollständig erhaltener Steintisch gefunden, der an seinem ursprünglichen Platz wieder aufgestellt wurde.
Das Gebäude lässt sich ungefähr auf das Jahr 160 n. Chr. datieren. Seine Größe, die Fußbodenheizung (Hypokaustenheizung) und einige weitere Funde lassen den Rückschluss zu, dass es einem wohlhabenden Besitzer gehörte. In der Ausstellung wird es als Haus eines wohlhabenden Händlers präsentiert.